# Lista dos filmes mais longos
Este artigo traz uma lista com os filmes mais longos já produzidos.

## Filmes experimentais
| Título                                                            | Duração                              | Lançamento | Ref.                | Nota/Observação                     |
| ----------------------------------------------------------------- | ------------------------------------ | ---------- | ------------------- | ----------------------------------- |
| Ambiancé                                                          | 43200 min (720 h / 30 dias).         | 2020       | [ 1 ]               | É o filme mais longo já produzido.  |
| Modern Times Forever (Stora Enso Building, Helsinki)              | 14400 min (240 h / 10 dias).         | 2011       | [ 2 ]               | 2° (Segundo) maior filme já lançado |
| Cinématon                                                         | 12060 min (201 h / 8 dias, 9 horas). | 1978       | [carece de fontes?] |                                     |
| Beijing 2003                                                      | 9000 min (150 h / 6 dias, 6 horas).  | 2004       | [ 3 ]               |                                     |
| Untitled #125 (Hickory)                                           | 7200 min (120 h / 5 dias).           | 2011       | [ 4 ]               |                                     |
| Matrjoschka                                                       | 5700 min (95 h / 3 dias, 23 horas).  | 2006       | [ 5 ]               |                                     |
| The Cure for Insomnia                                             | 5220 min (87 h / 3 dias, 15 horas).  | 1987       | [ 6 ]               |                                     |
| The Longest Most Meaningless Movie in the World                   | 2880 min (48 h).                     | 1968       | [ 7 ]               |                                     |
| **** (Four Stars)                                                 | 1500 min (25 h / 1 dia, 1 horas).    | 1967       | [ 8 ]               |                                     |
| 24 Horas Psycho                                                   | 1440 min (24 h / 1 dia).             | 1993       | [ 9 ]               |                                     |
| The Clock                                                         | 1440 min (24 h / 1 dia).             | 2010       | [ 10 ]              |                                     |
| Happy                                                             | 1440 min (24 h / 1 dia).             | 2013       | [ 11 ] [ 12 ]       |                                     |
| Crude Oil                                                         | 840 min (14 h).                      | 2008       | [ 13 ]              |                                     |
| Bordeaux Piece                                                    | 823 min (13 h 43 min).               | 2004       | [ 14 ]              |                                     |
| How Yukong Moved the Mountains                                    | 763 min (12 h 43 min).               | 1976       | [ 15 ]              |                                     |
| The White House                                                   | 690 min (11 h 30 min).               | 2006       | [ 16 ]              |                                     |
| Empire                                                            | 485 min (8 h 5 min).                 | 1964       | [ 17 ]              |                                     |
| Imitation of Christ                                               | 480 min (8 h).                       | 1967       | [ 18 ]              |                                     |
| The Wake                                                          | 462 min (7 h 42 min).                | 2000       | [ 19 ]              |                                     |
| Lamentations: A Monument to the Dead World                        | 435 min (7 h 7 min).                 | 1985       | [ 20 ]              |                                     |
| The Movie Orgy                                                    | 420 min (7 h).                       | 1968       | [ 21 ]              |                                     |
| Star Spangled to Death                                            | 402 min (6 h 42 min).                | 2004       | [ 22 ]              |                                     |
| River of Fundament                                                | 350 min (5 h 50 min).                | 2014       |                     |                                     |
| Sleep                                                             | 321 min (5 h 21 min).                | 1963       | [ 17 ]              |                                     |
| As I Was Moving Ahead Occasionally I Saw Brief Glimpses of Beauty | 288 min (4 h 48 min).                | 2000       |                     |                                     |

## Filmes comerciais
| Título                                                 | Duração                | Lançamento           | Notas                                |
| ------------------------------------------------------ | ---------------------- | -------------------- | ------------------------------------ |
| Resan (The Journey)                                    | 873 min (14 h 33 min). | 1987                 | [ 23 ]                               |
| A Flor (La Flor)                                       | 840min (14h)           | 2018                 | [ 24 ]                               |
| Out 1 (Noli me tangere)                                | 773 min (12 h 53 min). | 1971                 | [ 25 ]                               |
| The Arby's 13-Hour Smokehouse Brisket                  | 780 min (13 h 5 min)   | 2014                 |                                      |
| How Yukong Moved the Mountains                         | 763 min (12 h 43 min). | 1977                 | [ 26 ]                               |
| Evolution of a Filipino Family                         | 647 min (10 h 47 min). | 2004                 | [ 27 ]                               |
| Shoah                                                  | 613 min (10 h 13 min). | 1985                 | [ 28 ]                               |
| Tie Xi Qu: West of the Tracks                          | 551 min (9 h 11 min).  | 2003                 | [ 29 ]                               |
| Death in the Land of Encantos                          | 540 min (9 h).         | 2007                 | [ 30 ]                               |
| Heremias (Book One: The Legend of the Lizard Princess) | 540 min (9 h).         | 2006                 |                                      |
| Taiga                                                  | 501 min (8 h 21 min).  | 1992                 | [ 31 ]                               |
| The Photo-Drama of Creation                            | 480 min (8 h).         | 1914                 | [ 32 ]                               |
| El Protegido de Satán                                  | 480 min (8 h).         | 1917                 | [ 33 ]                               |
| Mefisto                                                | 460 min (7 h 40 min).  | 1917                 | [ 34 ]                               |
| Melancholia                                            | 450 min (7 h 30 min).  | 2008                 | [ 35 ]                               |
| Hitler: A Film from Germany                            | 442 min (7 h 22 min).  | 1977                 | [ 36 ]                               |
| Sátántangó                                             | 432 min (7 h 12 min).  | 1994                 | [ 37 ]                               |
| Arshin Mal-Alan                                        | 420 min (7 h).         | 1916                 | [ 38 ]                               |
| The Satin Slipper                                      | 410 min (6 h 50 min).  | 1985                 | [ 39 ]                               |
| Bábolna                                                | 400 min (6 h 40 min).  | 1985                 | [ 40 ]                               |
| The Best of Youth                                      | 400 min (6 h 40 min).  | 2003                 | [ 41 ]                               |
| Les Vampires                                           | 399 min (6 h 39 min).  | 1915                 | [ 42 ]                               |
| I, Paisan                                              | 392 min (6 h 32 min).  | 1967                 |                                      |
| Parisette                                              | 380 min (6 h 20 min).  | 1921                 |                                      |
| Babel - A Letter to My Friends Left Behind in Belgium  | 380 min (6 h 20 min).  | 1991                 |                                      |
| La Révolution française                                | 360 min (6 h).         | 1989                 |                                      |
| Little Dorrit                                          | 360 min (6 h).         | 1988                 |                                      |
| Century of Birthing                                    | 360 min (6 h).         | 2011                 | [ 43 ]                               |
| Florentina Hubaldo, CTE                                | 360 min (6 h).         | 2012                 | [ 44 ]                               |
| Bevezetés a filmkészítés rejtelmeibe                   | 360 min (6 h).         | 1996                 |                                      |
| Les Misérables                                         | 359 min (5 h 59 min).  | 1925                 |                                      |
| Battle of Moscow                                       | 358 min (5 h 58 min).  | 1985                 |                                      |
| Near Death                                             | 358 min (5 h 58 min).  | 1989                 |                                      |
| Fragments: Jerusalem                                   | 358 min (5 h 58 min).  | 1997                 |                                      |
| Karamay                                                | 356 min (5 h 56 min).  | 2010                 |                                      |
| La Commune (Paris, 1871)                               | 345 min (5 h 45 min).  | 2000                 |                                      |
| Perón, sinfonía del sentimiento                        | 340 min (5 h 40 min).  | 1999                 |                                      |
| Mula sa Kung Ano ang Noon                              | 338 min (5 h 38 min).  | 2014                 |                                      |
| L'idole des jeunes                                     | 338 min (5 h 38 min).  | 1976                 |                                      |
| Vkus khleba                                            | 336 min (5 h 36 min).  | 1979                 | [ 45 ]                               |
| Napoléon                                               | 330 min (5 h 30 min).  | 1927                 |                                      |
| Yoman (Diary 1973–1983)                                | 330 min (5 h 30 min).  | 1983                 |                                      |
| Mahatma: Life of Gandhi, 1869–1948                     | 330 min (5 h 30 min).  | 1968                 |                                      |
| Spiritual Voices                                       | 328 min (5 h 28 min).  | 1995                 |                                      |
| Nymphomaniac                                           | 325 min (5 h 25 min).  | 2013                 |                                      |
| Vindicta                                               | 320 min (5 h 20 min).  | 1923                 |                                      |
| 1900                                                   | 317 min (5 h 17 min).  | 1976                 |                                      |
| Tsahal                                                 | 316 min (5 h 16 min).  | 1994                 |                                      |
| The Deluge                                             | 316 min (5 h 16 min).  | 1974                 |                                      |
| Batang West Side                                       | 315 min (5 h 15 min).  | 2002                 |                                      |
| Fanny and Alexander                                    | 312 min (5 h 12 min).  | 1982                 |                                      |
| Nightmare                                              | 312 min (5 h 12 min).  | 1972                 |                                      |
| Legend About Thiel                                     | 311 min (5 h 11 min).  | 1976                 |                                      |
| Les Misérables                                         | 305 min (5 h 5 min).   | 1934                 |                                      |
| QB VII                                                 | 305 min (5 h 5 min).   | 1974 (TV Miniseries) | (6-1/2 Hours, counting commercials). |
| The Confessions of Winifred Wagner                     | 302 min (5 h 2 min).   | 1975                 |                                      |

### Filmes com sequência(s) mais longos
| Títulos                                 | Duração Total (Sequências)                        | Lançamentos (Primeiro-Último) | Ref.   |
| --------------------------------------- | ------------------------------------------------- | ----------------------------- | ------ |
| The Children of Golzow                  | 2570 min (42 h 50 min / 1 dia, 18 horas, 50 min). | 1961–2007                     |        |
| The Burning of the Red Lotus Temple     | 1620 min (27 h / 1 dia, 3 horas).                 | 1928–1931                     | [ 46 ] |
| Dream of the Red Chamber (zh)           | 735 min (12 h 15 min).                            | 1989                          |        |
| The Lord of the Rings                   | 681 min (11 h 21 min).                            | 2001–2003                     |        |
| Ningen no jōken                         | 579 min (9 h 39 min).                             | 1959–1961                     |        |
| The Hobbit                              | 474 min (7 h 54 min).                             | 2012–2014                     |        |
| Voyna i Mir                             | 431 min (7 h 53 min).                             | 1966–1967                     |        |
| O Ciclo Cremaster (The Cremaster Cycle) | 398 min (6h 38min)                                | 1994-2002                     |        |
| Gangs of Wasseypur                      | 319 min (5 h 19 min).                             | 2012                          |        |

### Filmeshollywoodianos
- Fonte:Revista MundoEstranho[47]

| Títulos                                                    | Duração Total | Lançamento | Notas/Observações |
| ---------------------------------------------------------- | ------------- | ---------- | --- |
| Rebel Moon (corte do diretor)                              | 6 h 10 min    | 2024       | |
| O Senhor dos Anéis: O Retorno do Rei (versão estendida)    | 4 h 11 min    | 2003       | Vencedor de 11 Oscars, incluindo de Melhor Filme, Melhor Direção e Roteiro Adaptado                                                                            |
| Cleopatra                                                  | 4 h 03 min    | 1963       | |
| A Liga da Justiça de Zack Snyder                           | 4 h 02 min    | 2021       | |
| Hamlet                                                     | 4 h 02 min    | 1996       | |
| ...E o Vento Levou                                         | 3 h 58 min    | 1939       | - Filme mais longo a ganhar o Oscar de Melhor Filme - Guerra e Paz, de 1966, é o filme mais longo a ganhar um Oscar (Ele levou o de melhor filme estrangeiro.) |
| O Senhor dos Anéis: A Sociedade do Anel (versão estendida) | 3 h 48 min    | 2001       | |
| O Senhor dos Anéis: As Duas Torres (versão estendida)      | 3 h 43 min    | 2002       | |
| Lawrence da Arábia                                         | 3 h 42 min    | 1962       | Oscar de Melhor Filme |
| Os Dez Mandamentos (1956)                                  | 3 h 40 min    | 1956       | |
| O Portal do Paraíso                                        | 3 h 39 min    | 1980       | |
| Watchmen (The Ultimate Cut)                                | 3 h 35 min    | 2009       | |
| Ben-Hur                                                    | 3 h 32 min    | 1959       | Vencedor de 11 Oscars, incluindo Melhor Filme, Melhor Direção e Melhor Ator                                                                                    |
| O Irlandês                                                 | 3 h 29 min    | 2019       | |
| Spartacus                                                  | 3 h 18 min    | 1960       | |
| A Lista de Schindler                                       | 3 h 17 min    | 1993       | Oscar de Melhor Filme |
| Doutor Jivago                                              | 3 h 17 min    | 1965       | 5 Oscar e 5 Globo de Ouro, incluindo Melhor Filme |
| Titanic                                                    | 3 h 15 min    | 1997       | Vencedor de 11 Oscars, incluindo Melhor Filme e Melhor Direção                                                                                                 |